# Лаборец (князь)

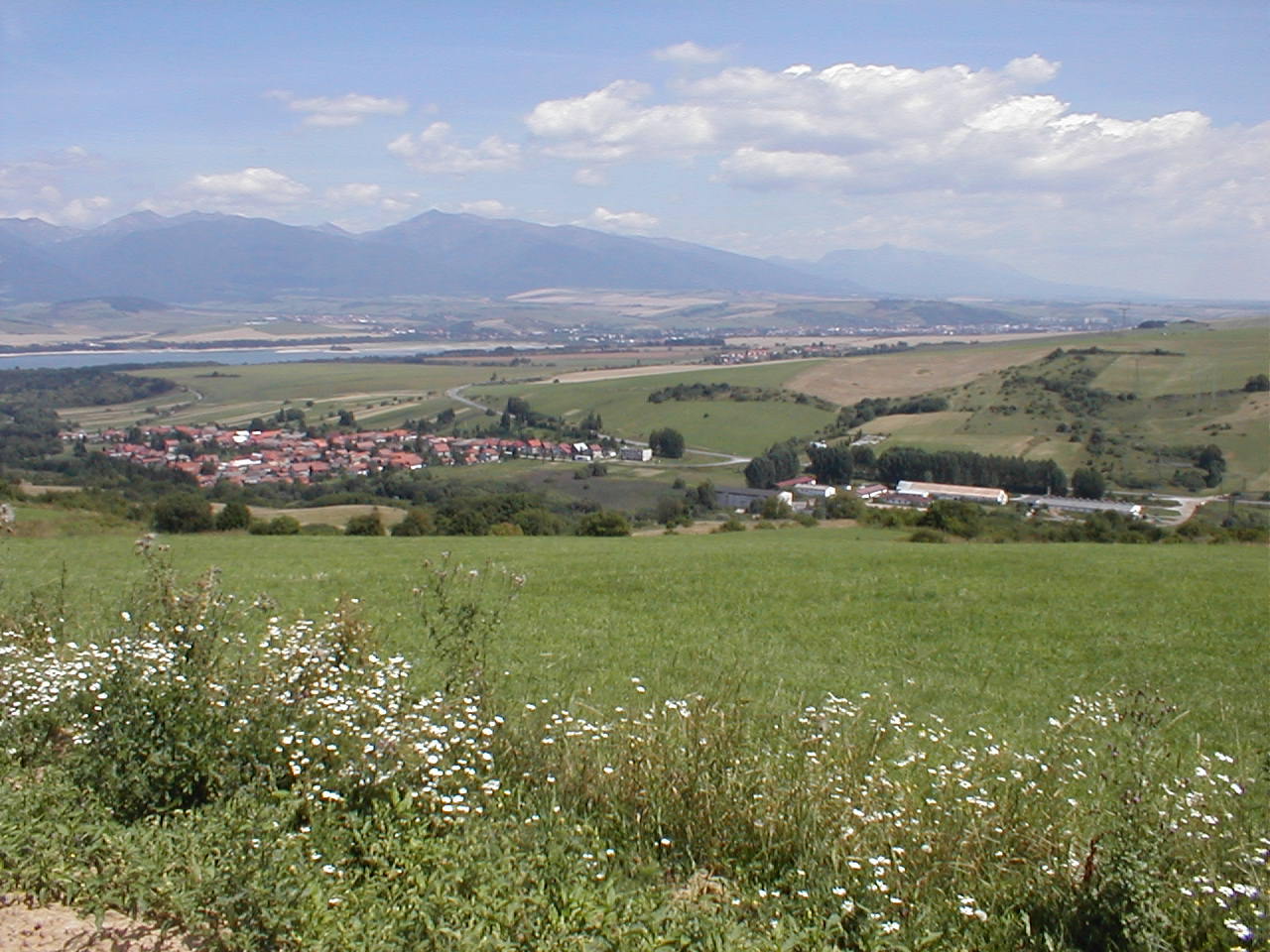
Легендарное место гибели Лаборца — река Лаборец близ Михаловца, на заднем плане — Карпаты.

Лаборец (ок. 875—892) — легендарный князь раннефеодального государства славянского племенного союза белых хорватов, живших между Тисой и Дунаем. Основным укреплением этого государства был град на месте Ужгородского замка (castrum Hung). Согласно средневековым источникам, именно князь Лаборец правил в нём.

## Биография
Некоторые учёные считают, что Лаборец княжил в Ужгороде во времена правления Святополка I в Великоморавской державе (871—894), Вещего Олега (879—912) на Руси и Симеона I (893—927) в Болгарском царстве. Существует предположение, что Лаборец повиновался Святополку и платил дань ему. В то же время историки И. И. Поп и Д. И. Поп утверждают, что Лаборец был вассалом Симеона I.

Имя Лаборец впервые встречается в венгерской хронике Анонима «Gesta Hungarorum» XII века. Однако в научном сообществе не существует единого мнения о достоверности сведений Анонима. Произведение Анонима сохранилось до Нового времени, и в середине XVIII века начало использоваться венгерскими учёными как достоверный источник, повествовавший об «обретении» венграми родины после прохода через Киевское княжество. Именно хроника Анонима сообщает о князе Лаборце: 
Князь Альмош и его дружина поехали к крепости Гунг, чтобы завоевать её. И когда стали разбивать лагерь у стен, тогда же вождь той же крепости по имени Лаборций, который на их языке называется князь, стал убегать и хотел дойти до крепости Землум. Воины же князя, преследовали его, поймали у реки Свиржава (Земплин, Восточная Словакия, вероятно на месте современных Михаловец) и на том же месте на верёвке повесили его. И с этого дня реку назвали от его имени Лаборций (Лаборец). Тогда князь Альмош и его люди зашли в крепость Гунг, богам бессмертным пожертвовали большие жертвы и гуляния сделали на 4 дня.
Историки до сих пор спорят, существовал ли вообще Лаборец на самом деле. Но большинство склонно считать Лаборца реальным лицом, поскольку события, описанные Анонимом, в значительной степени подтверждаются археологическими находками.

## Отражение в культуре
Имя Лаборца нашло широкое отражение в народной памяти. О нём слагали легенды и песни. Ужгородский историк XIX века Михаил Лучкай рассказал о Лаборце словацкому писателю Богуславу Носаку-Незабудову, и он написал повесть «Лаборец». Далее с художественными произведениями о князе выступили и закарпатские писатели: рассказ Анатолия Кралицкого «Князь Лаборец», пьеса Евгения Фенцика «Покорение Ужгорода», стихотворение Марийки Подгорянки «Князь Лаборец», поэма Василия Гренджи-Донского «Князь Лаборец», роман Петра Угляренко «Князь Лаборец» и т. д.
В Ужгороде одна из площадей названа именем Лаборца.